# Gabriel Puerta Aponte
Gabriel Rafael Puerta Aponte (Venezuela, 23 de junio de 1943) es un dirigente político y excandidato presidencial venezolano. Participó en la guerrilla marxista venezolana en las décadas de 1960 y 1970. Fue líder fundador del partido Bandera Roja.

## Biografía
Luchó contra la dictadura del general Marcos Pérez Jiménez en sus años de adolescencia, siendo miembro de Acción Democrática (AD). En 1960 Puerta Aponte ingresó en el partido marxista Movimiento de Izquierda Revolucionaria (MIR) formado de una división de Acción Democrática. Al ser ilegalizado, el MIR asumió a la lucha armada contra los gobiernos de Rómulo Betancourt y Raúl Leoni. Puerta Aponte perteneció al Frente Guerrillero Manuel Ponte Rodríguez, que operó en las montañas del oriente venezolano desde 1964 hasta 1966. En ese año el frente fue desmembrado, reorganizado y renombrado como Frente Guerrillero Antonio José de Sucre, perteneciente al MIR. En diciembre de 1969, Gabriel Puerta Aponte se separó del frente y fundó el 20 de enero de 1970 el partido de extrema izquierda Bandera Roja (BR).
Debido a sus actividades subversivas (secuestro de varios empresarios como Enrique Dao y Carlos Domínguez, así como el intento de secuestro del integrante de AD Gonzalo Barrios), Puerta Aponte fue arrestado en 1973 por la policía e inteligencia DISIP y confinado en el Cuartel San Carlos. Logró fugarse de esa prisión en enero de 1975 con 22 compañeros guerrilleros mediante un túnel secreto. Después de proseguir la lucha armada, siempre con su organización Bandera Roja y contando con la alianza de otras organizaciones de extrema izquierda (como el Partido de la Revolución Venezolana), fue nuevamente arrestado en mayo de 1982 en Caracas, siendo amnistiado en 1988.
Apoyó en febrero de 1992 el intento de golpe de Estado contra el presidente Carlos Andrés Pérez. Puerta Aponte se involucró en la asonada a través del contacto hecho con Ronald Blanco La Cruz y Antonio Rojas Suárez. Posteriormente respaldó otro intento de golpe en noviembre de ese mismo año.
En 1993, Puerta Aponte se postuló como candidato en las elecciones presidenciales de ese año por el Movimiento por la Democracia Popular (MDP), ya que Bandera Roja estaba ilegalizado. Sólo obtuvo el 0,07% de los votos. En 1998 es electo diputado del extinto Congreso de Venezuela por el estado Sucre.
Puerta Aponte ha adversado al gobierno de Hugo Chávez ya que afirma que su gobierno no es socialista ni comunista y que Chávez es un instrumento más de la oligarquía financiera internacional. Como secretario general de Bandera Roja participó dentro de las alianzas opositoras Coordinadora Democrática y Mesa de la Unidad Democrática hasta el año 2014. En 2010, fue candidato a diputado a la Asamblea Nacional de Venezuela por el circuito 4 del estado Miranda, pero no resultó elegido.
El 12 de agosto de 2013 Puerta Aponte denunció que el Tribunal Supremo de Justicia de Venezuela intentaba quitarle el control de la tarjeta electoral de Bandera Roja. El 29 de julio de 2015, se pronunció en contra de otra medida similar del TSJ. En las parlamentarias de 2015, Puerta Aponte participa como candidato a diputado a la Asamblea Nacional de Venezuela por el circuito 4 del estado Miranda, esta vez con la tarjeta de una nueva organización política llamada Electores Libres (EL), debido a que no puede usar la tarjeta electoral de Bandera Roja.

## Vida personal
Gabriel Puerta fue compañero sentimental durante muchos años de la periodista María del Pilar Díaz Mancebo, miembro de la Dirección Nacional de Bandera Roja y con quien tuvo un hijo.[cita requerida]